# Airbus A310
Airbus A310 je širokotrupý dvoumotorový dopravní letoun, určený pro střední až dlouhé tratě, vyráběný společností Airbus, tehdy konsorciem evropských leteckých výrobců. Airbus dostal požadavky na letadlo menší než A300, první dvoumotorový širokotrupý dopravní letoun. Dne 7. července 1978 byl představen typ A310 (původně A300B10) s objednávkami od společností Swissair a Lufthansa. 3. dubna 1982 provedl první prototyp první let a 11. března 1983 získal typovou certifikaci.
Nejvýraznější změnou, kterou A310 přineslo, byl výrazně zvětšený dolet. Dolet typu A310-300 je větší než dolet všech modelů A300 a A310-200 překonává v doletu všechny modely A300 mimo A300-600. Tato vlastnost přispěla k tomu, že letoun byl využíván hlavně k transatlantickým letům. Při zachování stejného průřezu o osmi sedadlech vedle sebe je A310 o 6,95 m (22,8 ft) kratší než původní varianty A300 a má menší plochu křídla 219 m² (2,360 čtverečních stop), z 260 m² (2 800 čtverečních stop). U A310 byl představen dvoumístný skleněný kokpit, později použitý u A300-600 se společnou typovou kvalifikací. Byl poháněn stejnými dvouproudovými motory General Electric CF6-80 nebo Pratt & Whitney JT9D, později PW4000. Může pojmout 220 cestujících ve dvou třídách nebo 240 v jedné ekonomické a má dolet až 9 540 km (5 150 nmi). Nad křídly má dva nouzové východy.
V dubnu 1983 A310 vstoupil do pravidelné služby u společnosti Swissair a soutěžil s letounem Boeing 767-200, zavedeným šest měsíců před A310. Jeho delší dolet a předpisy ETOPS umožnily provoz na transatlantických letech. Až do poslední dodávky v červnu 1998 bylo vyrobeno 255 letadel. Jeho následníkem se stal větší Airbus A330-200. Vznikly i nákladní verze a dále z něho byl vyvinut létající tanker Airbus A310 MRTT.
České aerolinie provozovaly čtyři letouny tohoto typu od roku 1990 do roku 2010, létaly s ním dálkové lety po celém světě.

## Vývoj

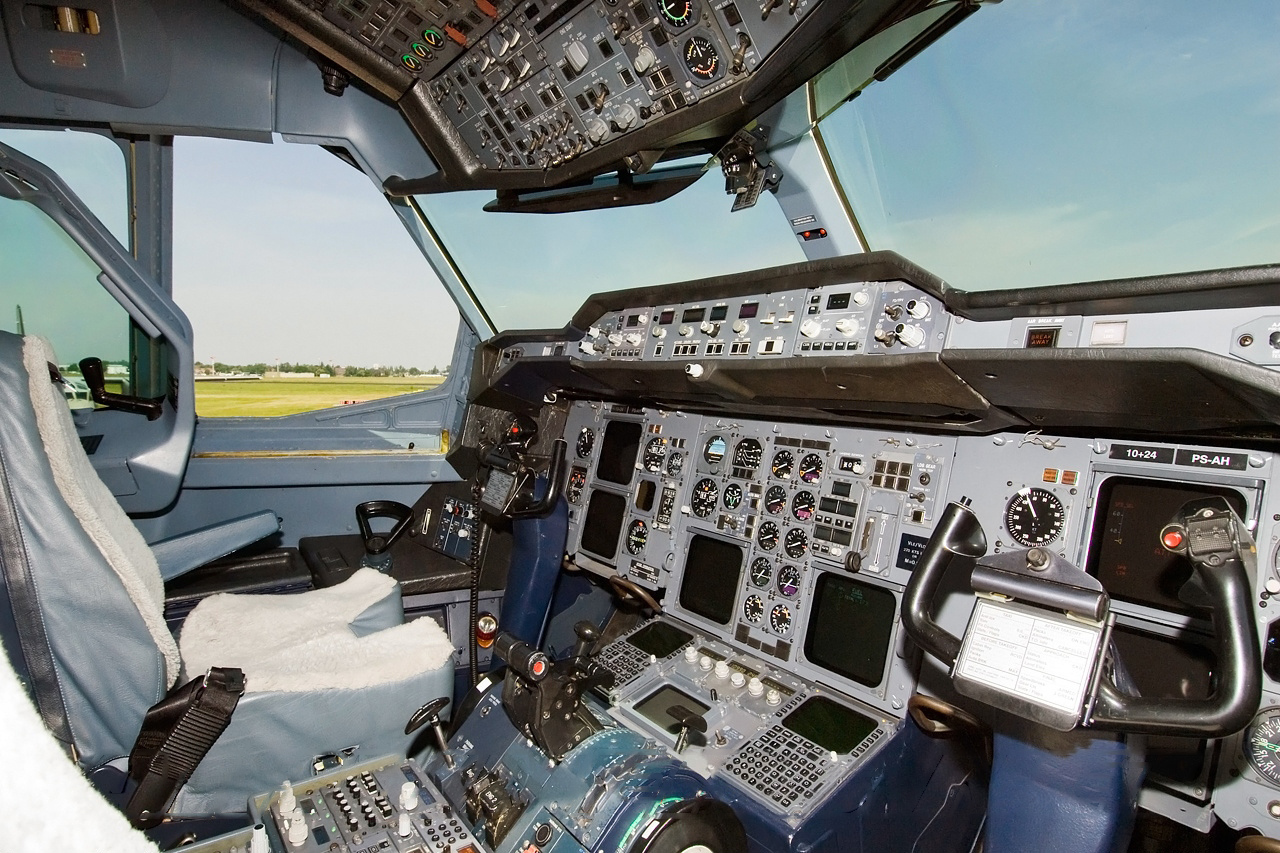
Dvoučlenný kokpit

O výrobě letounu bylo rozhodnuto v červenci 1978, první let A310 provedl 3. dubna 1982 (F-WZLH) s piloty Larsem Heise-Laursenem a Karlem Nagelem. Poháněly ho dmychadlové motory Pratt and Whitney JT-9D-7R-4C po 204 kN tahu. Po ukončení předepsaných zkoušek byl předán společnosti Swissair. Druhý prototyp (F-WZLJ) následoval v srpnu téhož roku s motory General Electric CF-6-80A-1 o tahu 213 kN. Prvnímu zákazníku (Lufthansa) byl dodán v dubnu 1983. Vzhledem k tomu, že byl modifikací typu A300, byl nejprve označován jako A300B10. Hlavní rozdíly mezi „malým“ A310 a jeho větším „bratříčkem“ jsou:
- Zkrácený trup – o stejném průřezu, má kapacitu asi 200 cestujících, výrobce MBB a Aerospatiale
- Pozměněné křídlo – design byl dílem British Aerospace, který se znovu připojil k Airbusu
- Menší vertikální ocasní plocha

A310 byl na trhu nabízen jako skvělý úvodní velkokapacitní typ pro rozvíjející se aerolinie. Vzhledem k úspěchu nového Airbusu A330 se objednávky typu 310 snižovaly. V březnu 2006 Airbus informoval, že ukončí výrobu A310 do července 2007.
Mezi lety 1983 a 1997 prodal Airbus 255 kusů A310. A300 a A310 etablovaly Airbus jako hlavního konkurenta Boeingu a umožnily vývoj ambicióznější řady A330/A340.

## Varianty

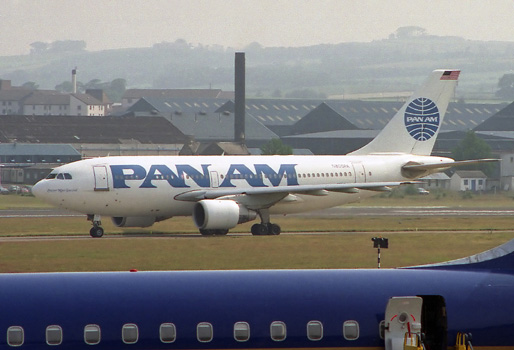
Airbus A310-222 Clipper Miles Standish společnosti PanAm v roce 1989

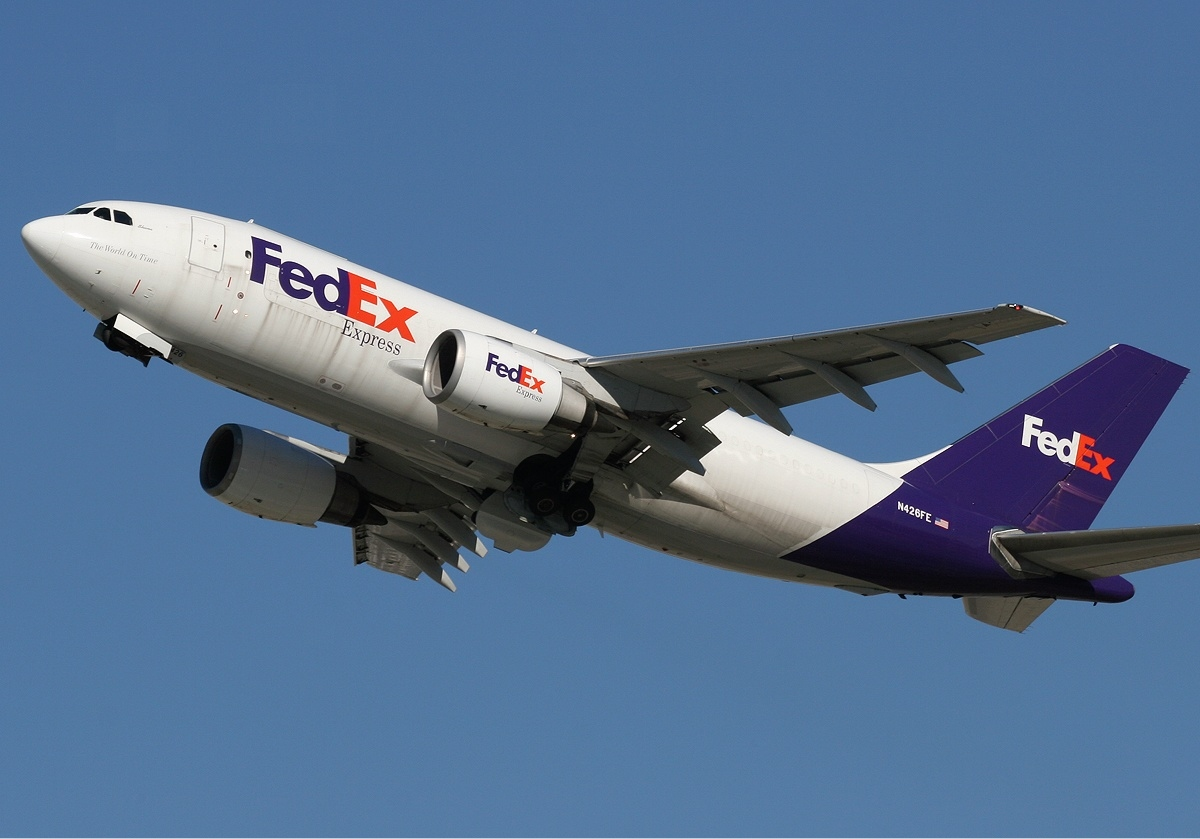
Nákladní A310-200F, FedEx Express

- A310-100 se vzletovou hmotností 121 t, 215 sedadly a doletem až 3780 km. Nebyl vyroben žádný kus v této variantě.
- A310-200
První A310 byl 162. letoun vyrobený Airbusem, poprvé vzlétl v dubnu 1982 a byl poháněn dvouproudovými motory Pratt & Whitney JT9D. A310-200 vstoupily do služby v roce 1983 u Swissairu a Lufthansy.
- A310-300
Poprvé vzlétl v červenci 1985, A310-300 má zvýšenou maximální vzletovou hmotnost a prodloužený dolet díky dalším palivovým nádržím v trupu a horizontálním stabilizátoru (tzv. trim-tank). Na tomto modelu se také poprvé objevily winglety pro zlepšení aerodynamiky – od té doby byly zpětně namontovány i na některé stroje A310-200. Letouny poprvé vstoupily do služby v roce 1986 u Swissairu. Celkem 4 A310-300 provozovala na svých dálkových linkách také národní letecká společnost České republiky - České aerolinie.
- A310-C 
Konverze obou předchozích modelů, označují se pak A310-200C a A310-300C.
- A310-F 
Nákladní verze se nevyrábí. Provozovatelé (např. FedEx) dávají přednost konverzi starších A310.
- A310 MRTT 
A310 bylo provozováno mnoha vojenskými letectvy po celém světě jako čistě transportní, ale v současnosti jsou některá upravována na verzi  Multi Role Tanker Transport  u EADS, která může sloužit jako vzdušný tanker. Zatím bylo objednáno šest kusů; čtyři pro německou Luftwaffe a dva pro kanadské letectvo. Dodávány jsou od roku 2004. Tři jsou upravovány v závodě EADS Elbe Flugzeugwerke (EFW) v Drážďanech, Německo; další tři u Lufthansa Technik v Hamburku, Německo.

## Uživatelé

### Služba u ČSA

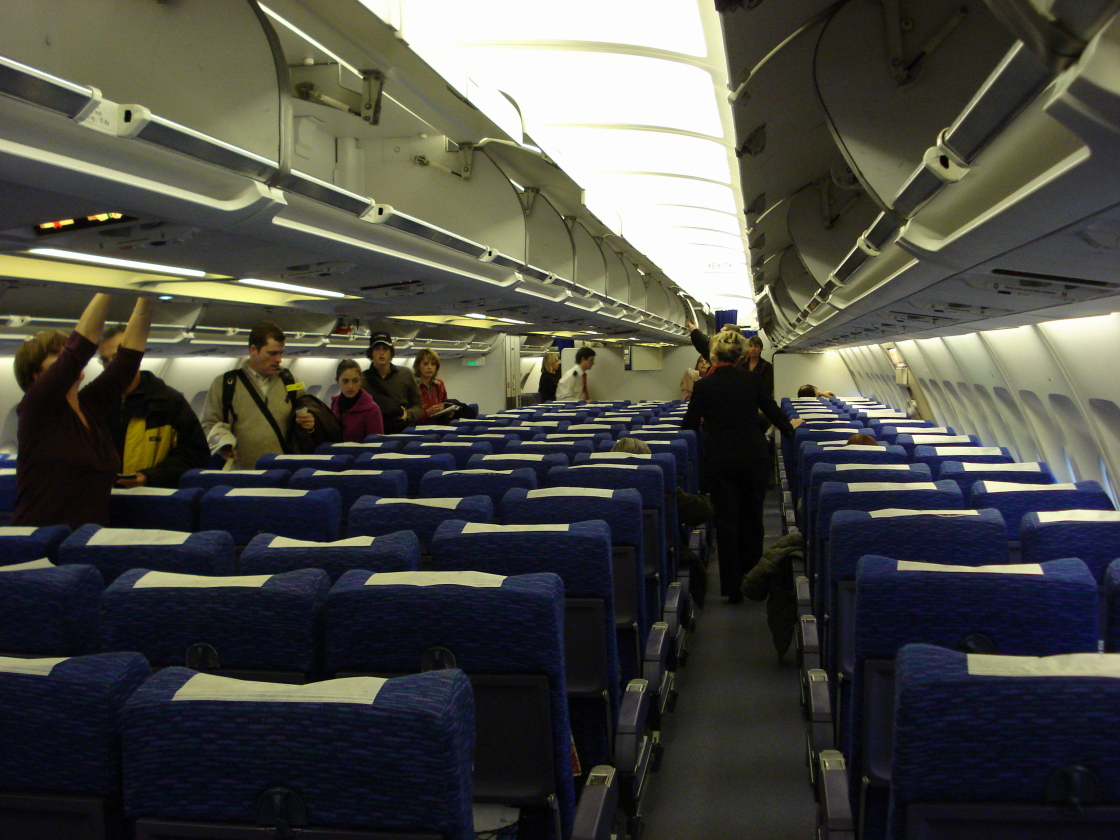
Ekonomická třída v letounu A310-300, České aerolinie

Letouny A310 sloužily u ČSA od počátku 90. let. Šlo o stroje s imatrikulacemi OK-WAA a OK-WAB, ke kterým později přibyly další dva, OK-YAC a OK-YAD. Nejprve obsluhovaly evropské trasy, poté byly nasazeny na linky do Severní Ameriky a Dálný východ. Na těchto trasách doplnily letité typy Iljušin Il-62M. V prvním desetiletí nového tisíciletí došlo na dálkových trasách k útlumu a kolem roku 2010 byly všechny 4 letouny prodány - stroje OK-WAA a OK-WAB skončily u íránské Mahan Air a OK-YAC a OK-YAD v Bangladéši u United Airways.

## Nehody a incidenty
Stav ze září 2016:
- Totální ztráty: 12 (celkem 825 mrtvých)
- Únosy: 9 (celkem 5 mrtvých)

## Specifikace

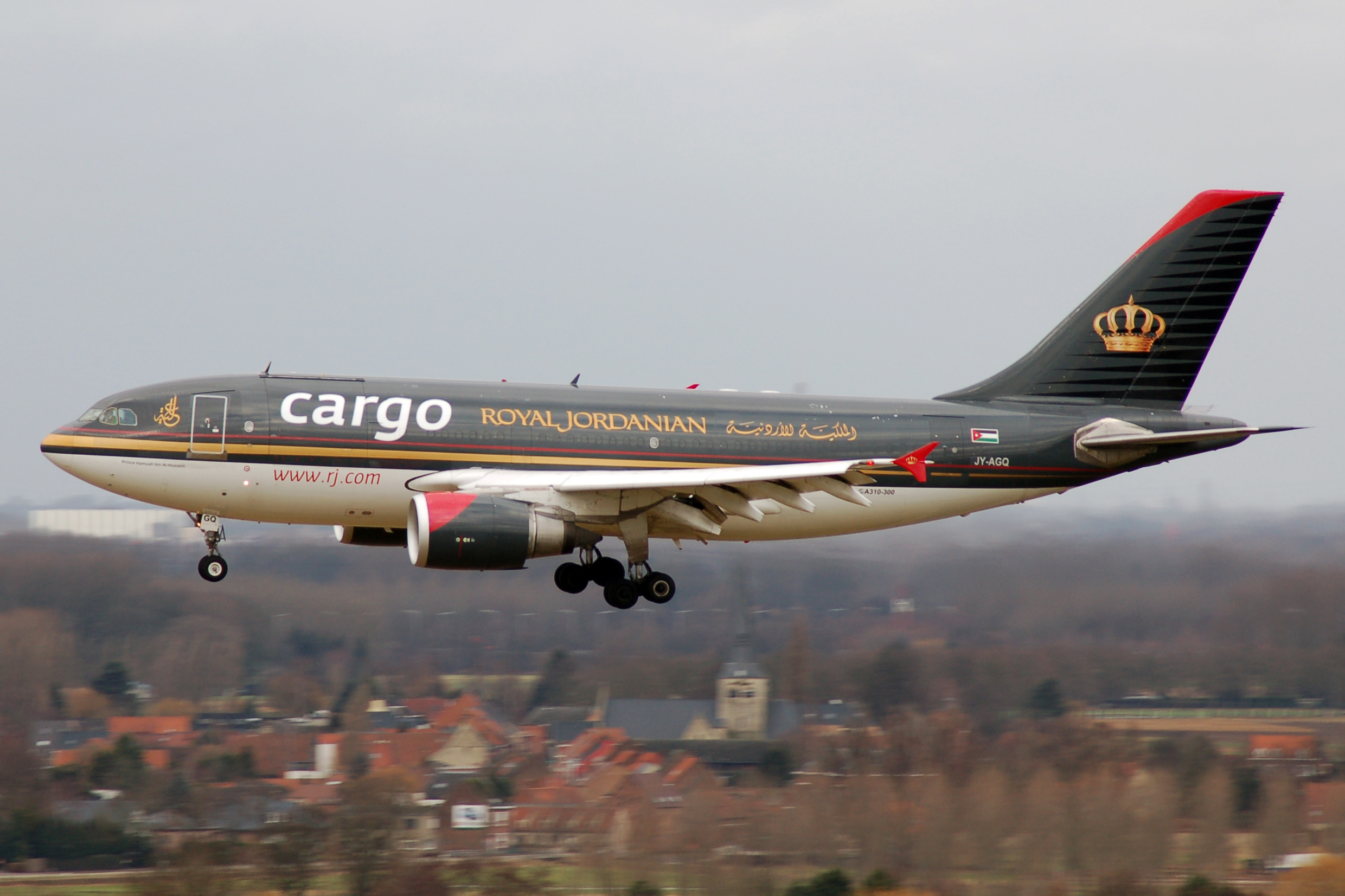
Airbus A310 nákladní verze u letecké společnosti Royal Jordanian (2011)

|                       | A310-200                              | A310-200F                  | A310-300                            | A310-300F                |
| --------------------- | ------------------------------------- | -------------------------- | ----------------------------------- | ------------------------ |
| Posádka               | Dva                                   | Dva                        | Dva                                 | Dva                      |
| Délka                 | 46,66 m (153 ft 1 in)                 | 46,66 m (153 ft 1 in)      | 46,66 m (153 ft 1 in)               | 46,66 m (153 ft 1 in)    |
| Výška                 | 15,8 m (51 ft 10 in)                  | 15,8 m (51 ft 10 in)       | 15,8 m (51 ft 10 in)                | 15,8 m (51 ft 10 in)     |
| Rozpětí               | 43,9 m (144 ft)                       | 43,9 m (144 ft)            | 43,9 m (144 ft)                     | 43,9 m (144 ft)          |
| Nosná plocha          | 219 m² (2,360 ft²)                    | 219 m² (2,360 ft²)         | 219 m² (2,360 ft²)                  | 219 m² (2,360 ft²)       |
| Šípovitost křídla     | 28 °                                  | 28 °                       | 28 °                                | 28 °                     |
| Cross section         | 5,64 m (18 ft 6 in)                   | 5,64 m (18 ft 6 in)        | 5,64 m (18 ft 6 in)                 | 5,64 m (18 ft 6 in)      |
| Cestující (2-cls)     | 240                                   | 33t cargo                  | 240                                 | 33t cargo                |
| MVH                   | 141 974 kg (312 342 lb)               | 141 974 kg (312 342 lb)    | 164 000 kg (361 600 lb)*            | 164 000 kg (361 600 lb)* |
| Prázdná hmotnost      | 80 142 kg (176 312 lb)                | 72 400 kg (160 000 lb)     | 83 100 kg (183 300 lb)              | 73 900 kg                |
| Max. kapacita paliva  | 55 200 l (14,603 US g)                | 55 200 l (14,603 US g)     | 75 470 l (19 940 US g)              | 75 470 l (19 940 US g)   |
| Cestovní rychlost (M) | 0,80 (850 km/h.)                      | 0,80 (850 km/h.)           | 0,80 (850 km/h.)                    | 0,80 (850 km/h.)         |
| Max. rychlost (M)     | 0,84 (901 km/h.)                      | 0,84 (901 km/h.)           | 0,84 (901 km/h.)                    | 0,84 (901 km/h.)         |
| Dostup                | 12 500 m (41 000 ft)                  | 12 500 m (41 000 ft)       | 12 500 m (41 000 ft)                | 12 500 m (41 000 ft)     |
| Tah (×2)              | 220 kN až 237 kN                      | 220 kN až 237 kN           | 250 kN až 260 kN                    | 250 kN až 260 kN         |
| Motory                | PWJT9D-7R4 nebo CF6-80C2A2            | PWJT9D-7R4 nebo CF6-80C2A2 | PW4156A nebo CF6-80C2A8             | PW4156A nebo CF6-80C2A8  |
| Dolet                 | 6 800 km (3 670 nm) Mezikontinentální | 5 550 km (3 000 nmi)       | 9,600 km (5,200 nm) Transatlantický | 7 330 km (3 960 nmi)     |

* 157 000 kg je standardních pro −300, 164 000 kg je volba.